# Adolf Retty
Gottlob Adolph (Adolf) Herrmann Retty (* 12. Dezember 1821 in Königsberg (Preußen); † 11. April 1885 in Hamburg) war ein deutscher Lehrer und Schauspieler.
Retty unterrichtete zunächst an einem Königsberger Gymnasium und gab seinen Lehrberuf zugunsten einer dreijährigen Anstellung als Schauspieler am dortigen Stadttheater auf.  Er spielte zunächst den Liebhaber und Lebemann, später übernahm er Vater- und Charakterrollen in Dortmund, Aachen, Breslau, am Friedrich-Wilhelm-Theater in Berlin und in Hannover.
Er gilt als Begründer der Schauspielerfamilie Retty, der auch Romy Schneider angehörte.
Sein Sohn war der Schauspieler Rudolf Retty.

## Belege
1. ↑  Ingrid Bigler-Marschall: Retty, Gottlieb Adolf Hermann. In: Deutsches Theater-Lexikon. Band III: Pallenberg – Singer. Francke, Bern 1992, ISBN 3-317-00456-8, S. 1857 (google.de).

| Personendaten    | Personendaten                                                 |
| ---------------- | ------------------------------------------------------------- |
| NAME             | Retty, Adolf                                                  |
| ALTERNATIVNAMEN  | Retty, Gottlob Adolph Herrmann; Retty, Gottlob Adolf Herrmann |
| KURZBESCHREIBUNG | deutscher Lehrer und Schauspieler                             |
| GEBURTSDATUM     | 12. Dezember 1821                                             |
| GEBURTSORT       | Königsberg (Preußen)                                          |
| STERBEDATUM      | 11. April 1885                                                |
| STERBEORT        | Hamburg                                                       |